# Хулучай
Хулучай (Хулухчай, азерб. Xuluqçay) — река в Азербайджане, протекает по территории Гусарского района. Длина реки составляет 13 км, площадь водосборного бассейна — 30 км².
Начинается в горах, течёт в общем северо-восточном направлении через сёла Хулух, Гилах, Надшафкенд и через буково-грабовые леса. Устье реки находится в 57 км по правому берегу реки Самур напротив села Мугерган Магарамкентского района Дагестана.